# Рождение Венеры (картина Бугро)
«Рождение Венеры» (фр. La Naissance de Vénus) — картина позднего академиста Бугро.
На картине изображено не само рождение из моря, а перемещение Венеры в раковине из открытого моря в Пафос на Кипре. Раковина является типичным символом, сопровождающим изображения Венеры. Она символизирует плодородие, чувственные удовольствия и сексуальность. Сюжет и композиция напоминают одноимённую картину Сандро Боттичелли, а также «Триумф Галатеи» Рафаэля. Линии картины извилистые, мягкие и нежные. Цветовая гамма в основном светлая, в диапазоне между белым и голубым — цветами, символизирующими чистоту и божественное происхождение. Художник сделал явный акцент на фигуре Венеры, оставив других персонажей в тени. Небо на картине пасмурно, оно предвещает грозу, что может быть как символом трудностей, ожидающих любовь, символизируемую Венерой, так и просто оптическим эффектом, объясняющим, почему большинство персонажей полотна изображены в тени.
В настоящее время картина выставлена в музее Орсе в Париже.

## Выставки
- Salon de la Société des artistes français, Париж, Франция, 1879
- William Bouguereau : 1825—1905, Париж, Франция, 1984